# 843 Nicolaia
843 Nicolaia, asteroid glavnog pojasa. Otkrio ga je Holger Thiele, 30. rujna 1916.

## Vanjske poveznice
- Minor Planet Center